# John Holsgrove
John Holsgrove (sinh ngày 27 tháng 9 năm 1945) là một cựu cầu thủ bóng đá người Anh từng thi đấu ở vị trí Trung vệ. Hoạt động ở Football League từ năm 1964 đến năm 1976, Holsgrove có hơn 300 lần ra sân.

## Sự nghiệp
Holsgrove bắt đầu sự nghiệp trẻ tại Tottenham Hotspur, với tư cách nghiệp dư, trước khi chuyển đến đội trẻ Crystal Palace. Ông ký hợp đồng chuyên nghiệp vào tháng 2 năm 1964 và có 18 lần ra sân ở Football League trong mùa giải 1964–65, ghi 2 bàn thắng. Holsgrove ký hợp đồng với Wolverhampton Wanderers vào tháng 5 năm 1965 và sau đó thi đấu cho Sheffield Wednesday và Stockport County, có tổng cộng 311 lần ra sân ở Giải vô địch. Ông cũng thi đấu bóng đá non-League cho Stalybridge Celtic.

## Đời sống cá nhân
Ba con trai của ông - Paul, Lee và Peter – tất cả đều là cầu thủ bóng đá.